# Parroquia de Avoyelles
La parroquia de Avoyelles (en inglés, Avoyelles Parish) es una parroquia del estado de Luisiana, Estados Unidos. Tiene una población estimada, a mediados de 2022, de 38 751 habitantes.
La sede de la parroquia es Marksville.

## Geografía
Según la Oficina del Censo, la parroquia tiene una superficie total de 2240 km², de los cuales 2150 km² corresponden a tierra firme y 90 km² están cubiertos de agua.

### Parroquias adyacentes
- Parroquia de La Salle - norte
- Parroquia de Catahoula - norte
- Parroquia de Concordia - noreste
- Parroquia de West Feliciana - este
- Parroquia de Pointe Coupee - sureste
- Parroquia de St. Landry - sur
- Parroquia de Evangeline - suroeste
- Parroquia de Rapides - oeste

## Carreteras
- Interestatal 49
- U.S. Highway 71
- Carretera Estatal de Luisiana 1
- Carretera Estatal de Luisiana 29

## Demografía

### Censo de 2020
Según el censo de 2020, en ese momento la parroquia de Avoyelles tenía una población de 39 693 habitantes. La densidad de población era de 18 hab./km².
| Raza                   | Núm.   | Porc.  |
| ---------------------- | ------ | ------ |
| Blancos                | 25 625 | 64.56% |
| Afroamericanos         | 10 706 | 26.97% |
| Amerindios             | 364    | 0.92%  |
| Asiáticos              | 359    | 0.90%  |
| Isleños del Pacífico   | 9      | 0.02%  |
| De otras razas         | 823    | 2.07%  |
| De una mezcla de razas | 1807   | 4.55%  |

Del total de la población, el 3.74% eran hispanos o latinos de cualquier raza.

### Censo de 2000
Según el censo de 2000, en ese momento los ingresos promedio de los hogares eran de $23,851 y los ingreso promedio de las familias eran de $29,389. Los hombres tenían ingresos medios por $27,122 frente a los $18,250 que percibían las mujeres. Los ingresos per cápita eran de $12,146. Alrededor del 25.90% de la población estaba bajo la línea de pobreza nacional.

## Comunidades

### Ciudades
- Bunkie
- Marksville

### Pueblos
- Cottonport
- Evergreen
- Mansura
- Simmesport

### Villas
- Hessmer
- Moreauville
- Plaucheville

### Lugares designados por el censo (census-designated places, CDP)
- Bordelonville

- Center Point
- Fifth Ward